# 別府鉄道土山線
土山線（つちやません）は、かつて兵庫県加古川市別府町の別府港駅から同県加古郡播磨町の土山駅を結んでいた別府鉄道の鉄道路線。1984年（昭和59年）2月1日に廃線となった。
野口線と同じく、別府港にある多木製肥所（現在の多木化学）で製造された化学肥料や製鉄化学工業（現・住友精化）の製品を輸送するために、国鉄山陽本線との接続路線として開業した。国鉄高砂線を経由する必要のある野口線と違い、直接山陽本線に連絡できることから、国鉄との連絡貨物輸送が主体である一方、旅客輸送も行っていた。沿線は住宅・工場・田畑が混在しており、複数の団地もあるなど、一定の人口集積がある地域だったが、列車本数も少ない（1日4往復であった）ことから利用客はわずかしかいなかった。

## 路線データ
廃止時点のもの。
- 路線距離（営業キロ）：4.1km
- 軌間：1067mm
- 駅数：3駅（起終点駅含む、信号所除く）
- 複線区間：なし（全線単線）
- 電化区間：なし（全線非電化）

## 運行形態
当線はすべて機関車牽引の列車で、貨物列車の車掌車代わりのような形で客車が連結され客扱いを行なっていた。別府港駅ではプラットホームに接していない線路から発車することもしばしばあり、乗客は線路に降りて、ドア下に垂れ下がったステップに足をかけて乗り込んでいた。
1969年（昭和44年）12月時点では、貨物列車2往復、混合列車4往復、日祝日運休の旅客列車1往復であった。所要時間は貨物列車と混合列車が14分、旅客列車が10分であった。
1984年（昭和59年）1月時点で、1日4往復の旅客列車が運行されていた。
これらとは別に、川崎車輛（現在の川崎重工業）加古川工場が所在する川崎車輛工場前信号所から新製された貨車も搬出された（現在も工場自体はあるが、貨車の製造は行っていない）。

## 車両

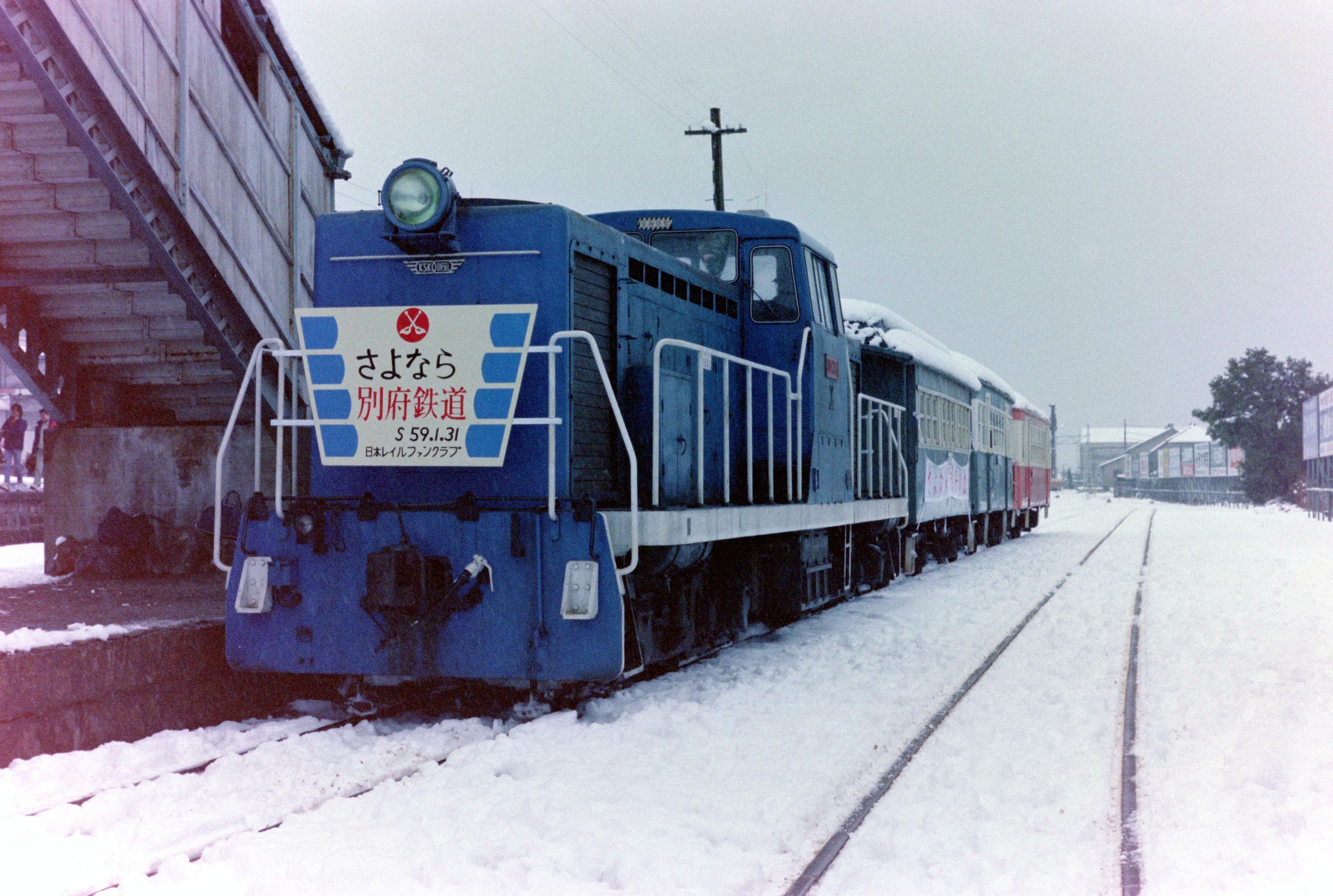
鉄道営業最終日の土山駅に停車中のDD1351+ハフ7+ハフ5+キハ2 （1984年1月31日)

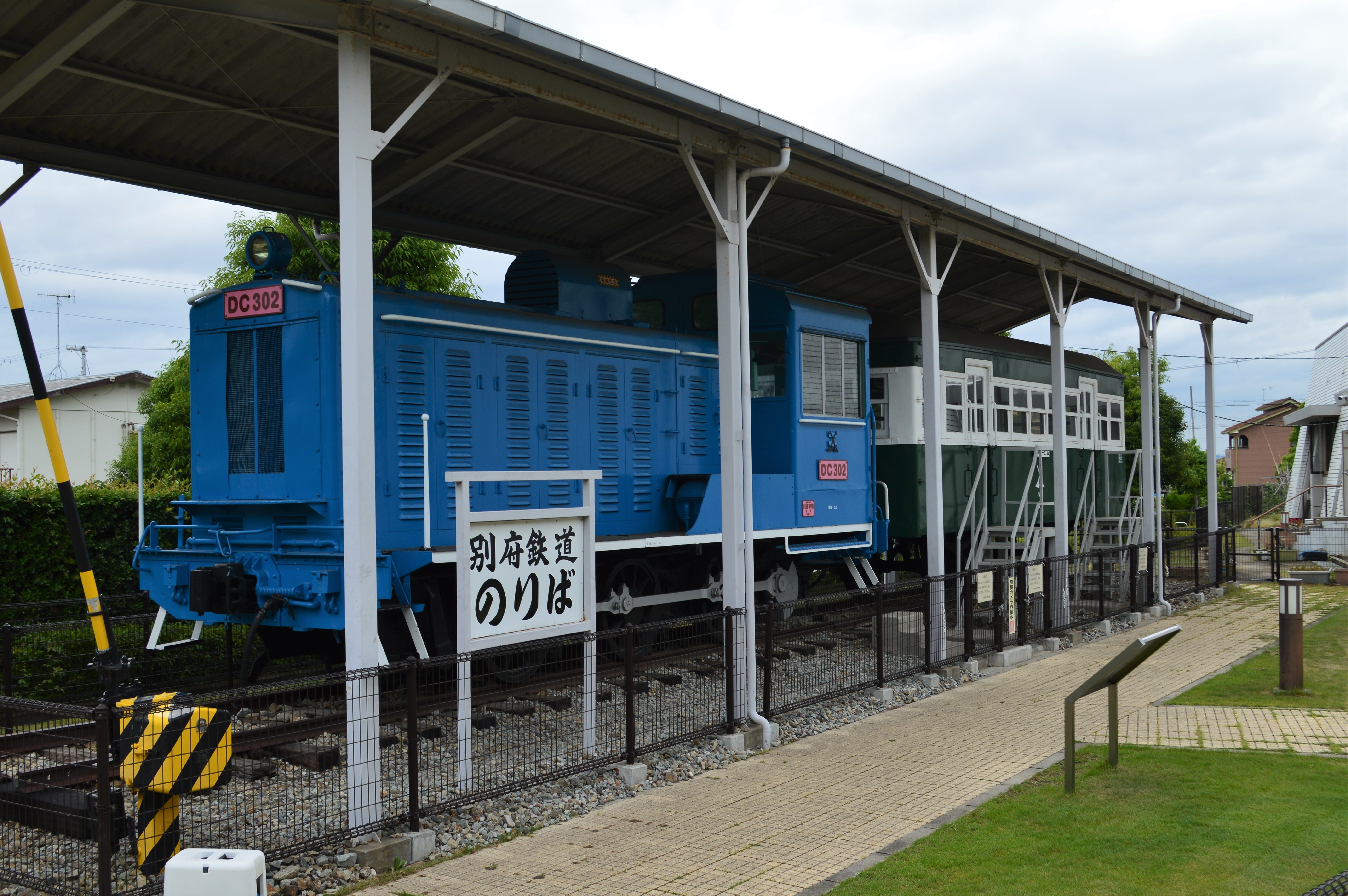
別府鉄道DC302 播磨町郷土資料館

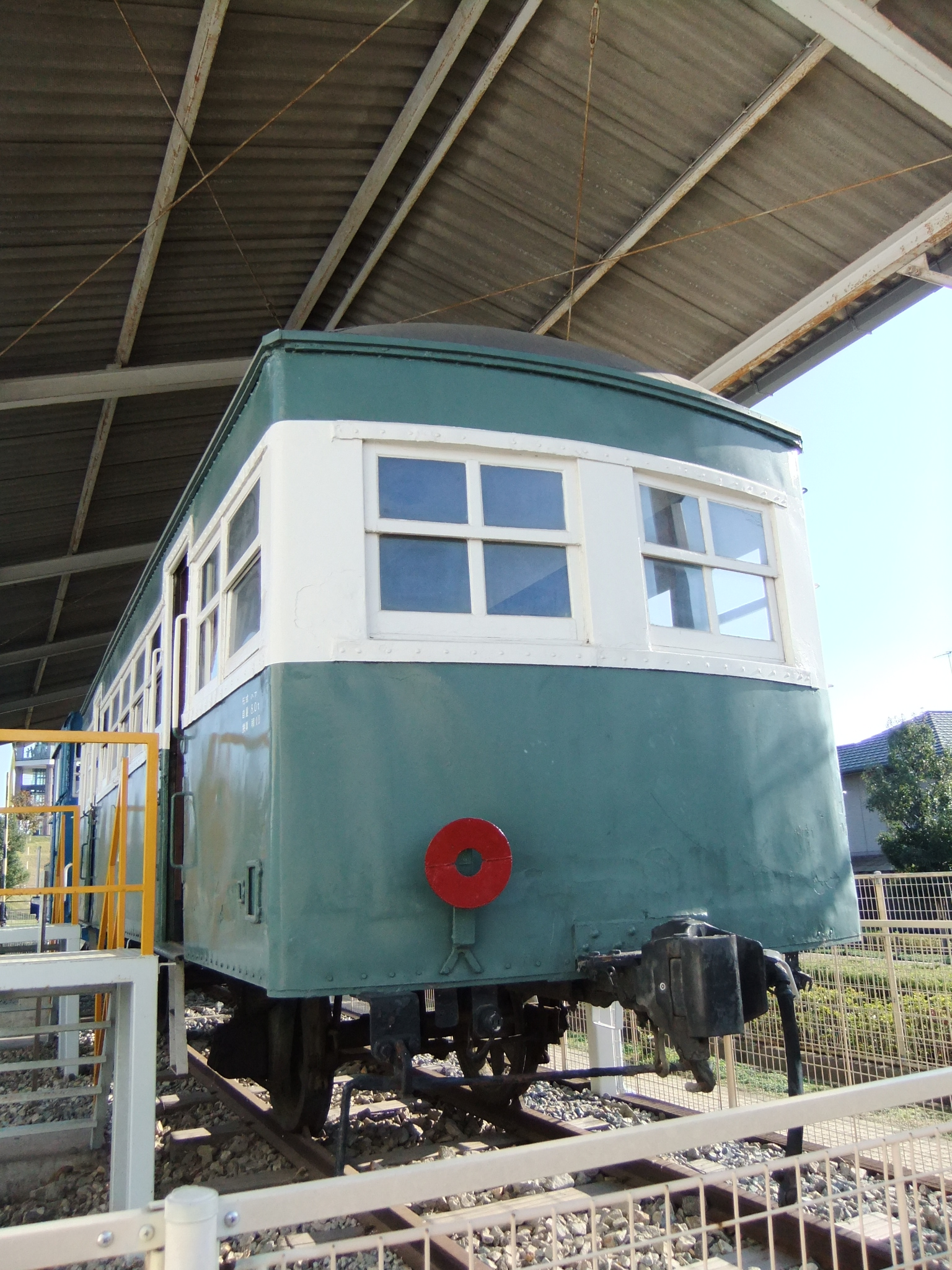
別府鉄道ハフ5 播磨町郷土資料館

DB201
1965年（昭和40年）に三菱重工業で新造されたディーゼル機関車。貨物列車牽引用として廃線時まで使用された。
DC302
1953年（昭和28年）に倉敷市交通局（現水島臨海鉄道）のディーゼル機関車として川崎車輛で製造された。その後別府鉄道に入線し、別府港の入換用として使用された。廃止後は播磨町郷土資料館でハフ5と共に保存されている。
ハフ5
1930年（昭和5年）に神中鉄道（相模鉄道の前身の一つ）のガソリンカー・キハ10として日本車輌製造で製造された半鋼製二軸車。その後客車化されてハ10となり、三岐鉄道に譲渡された後、1959年（昭和34年）に別府鉄道に入線。廃線まで運行され、廃止後は播磨町郷土資料館でDC302と共に保存されている。
ハフ7
1926年（大正15年）、神中鉄道開業時に汽車製造で製造された客車ハ24で、三岐鉄道に譲渡された後、1959年（昭和34年）に別府鉄道に入線。2軸4輪・ダブルルーフ・オープンデッキの木造車という、1984年（昭和59年）の廃線の当時では旅客車両として使用されていたのが不可思議なまでの古典的車両であった。廃止後は相模鉄道に引き取られ、かしわ台車両センターの正門前に保存されている。

## 歴史
- 1923年（大正12年）3月18日 - 別府港 - 新土山（のちの土山）間が開業[4]
- 1932年（昭和7年）- 中野駅を開設
- 1966年（昭和41年）3月1日 - 川崎車輛工場前駅を開設
- 1969年（昭和44年） - この年までに川崎車輛工場前駅を信号所に変更
- 1984年（昭和59年）2月1日 - 別府港 - 土山間廃止[1]（バス転換されず）

## 駅一覧
別府港駅 - 中野駅 - 川崎車輛工場前信号所 - 土山駅
- 川崎車輛工場前信号所はポイント（分岐器）があるだけのもので、係員の常駐はなかったようである。
- 土山線沿線（中野 - 土山間）にて大中遺跡が発見され全国的に有名になった頃、郷土資料館付近に「古代駅」を設置する計画が浮上したものの、遺跡保護の観点とちょうど勾配の途中になるため機関車の再出発に難があるといった理由で実現しなかった。

## 接続路線
- 別府港駅：別府鉄道野口線
- 土山駅：日本国有鉄道山陽本線

## 復活構想
関西圏都市交通研究会は加古川・高砂LRTとして当路線の復活による野口 - 別府 - 土山のLRT敷設を提言している。